# 1712
Năm 1712 (MDCCXII) là một năm nhuận bắt đầu từ ngày thứ Sáu của lịch Gregory (hay một năm nhuận bắt đầu từ ngày thứ ba của lịch Julius, chậm hơn 11 ngày). Năm 1712 của lịch Thụy Điển là một năm nhuận bắt đầu từ ngày thứ hai tăng gấp đôi.

## Sinh
- 24 tháng 1: Hoàng thái tử Friedrich nước Phổ - sau là vua Friedrich Đại Đế